# Kaomtealhucum
Kaomtealhucum es una localidad del municipio de Larráinzar ubicado en la región de Los Altos del estado mexicano de Chiapas.

## Geografía
La localidad de Kaomtealhucum se sitúa en las coordenadas geográficas 16°55′35″N 92°45′05″O / 16.926389, -92.751389, a una elevación de 1,891 metros sobre el nivel del mar.

## Demografía
Según el Censo de Población y Vivienda 2020, efectuado por el Instituto Nacional de Estadística y Geografía, la localidad de Kaomtealhucum tiene 256 habitantes, de los cuales 119 son del sexo masculino y 137 del sexo femenino. Su tasa de fecundidad es de 3 hijos por mujer y tiene 46 viviendas particulares habitadas.
| Gráfica de evolución demográfica de Kaomtealhucum entre 1921 y 2020 |
|                                                                     |
| INEGI.                                                              |